# Apithecia reliquifascia
Apithecia reliquifascia är en fjärilsart som beskrevs av Louis Beethoven Prout 1926. Apithecia reliquifascia ingår i släktet Apithecia och familjen mätare. Inga underarter finns listade i Catalogue of Life.